# Se Wsi Testamenti
Se Wsi Testamenti (in moderno finlandese Uusi testamentti) è la prima traduzione del Nuovo Testamento in finlandese da parte di Mikael Agricola, vescovo di Turku. Normalmente considerato come la sua opera principale, il manoscritto fu completato nel 1543, ma durante i cinque anni successivi ci furono diverse correzioni. In tutto Agricola impiegò 11 anni per completare il lavoro. Il Nuovo testamento, stampato a Stoccolma nel 1548, si basava ancora principalmente sul dialetto di Turku.

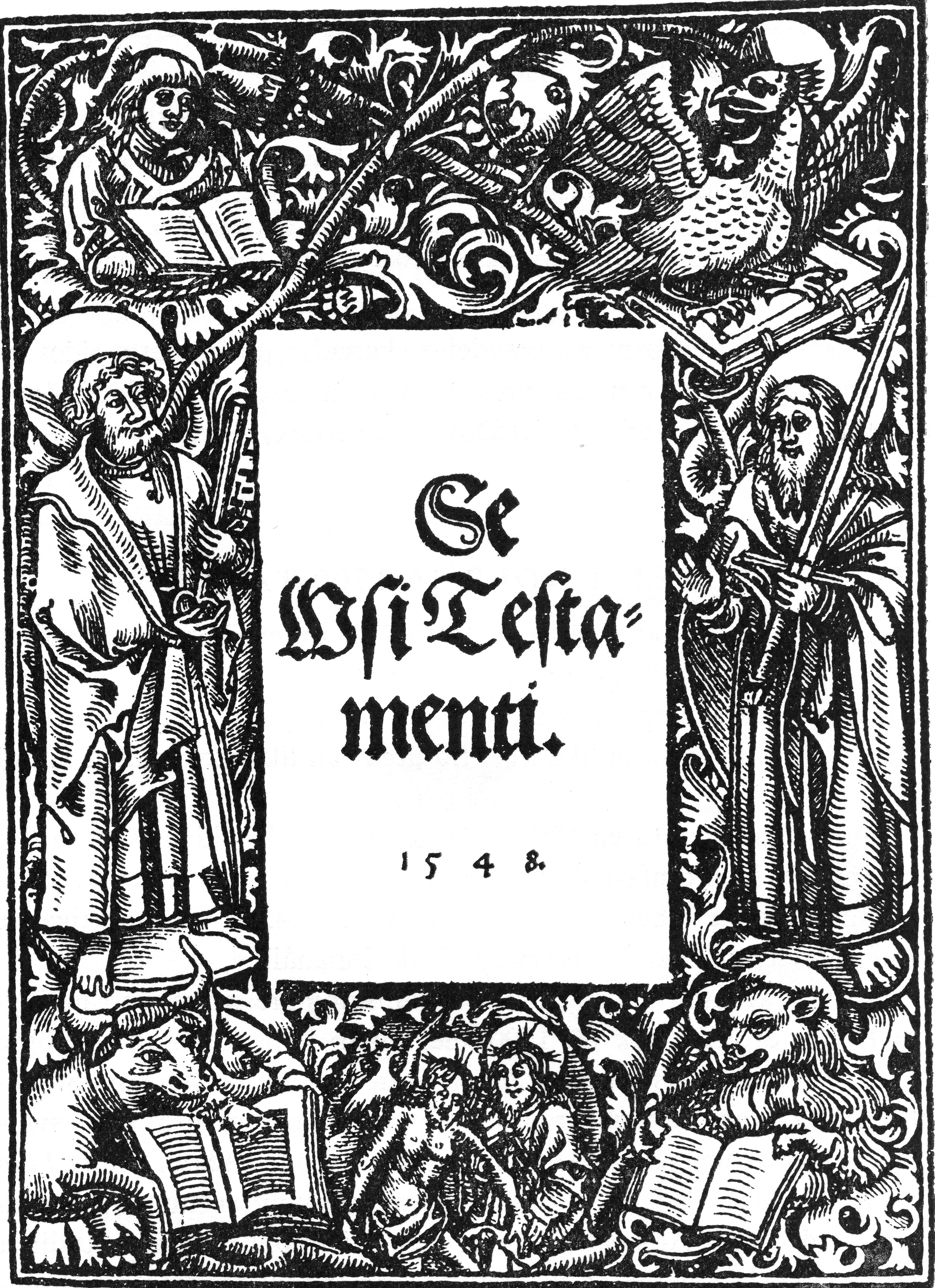
Copertina del Se Wsi Testamenti

Il Testamenti contiene 718 pagine e diverse illustrazioni. Ha due prefazioni, una per quanto riguarda la pratica e una a livello teologico. Nella prima Agricola descrive le ragioni per cui usò il dialetto del paese e dice come il cristianesimo giunse in Finlandia. In quella teologica Agricola dice che la sua traduzione si basa sulla Bibbia originale in greco, su una collezione di Erasmo da Rotterdam in latino, sulla traduzione in tedesco di Martin Lutero e su quella in svedese di Olaus Petri.
Agricola spiegò anche come creò molte nuove parole sperando che esse siano piaciute e utilizzate. In più il Se (letteralmente "ciò") nel titolo viene utilizzato come articolo determinativo che Agricola tentò di istituzionalizzare senza riuscirci. Infatti, il moderno finlandese tuttora non possiede articoli.